# Ајола (Пенсилванија)
Ајола (енгл. Iola) насељено је место без административног статуса у америчкој савезној држави Пенсилванија.

## Демографија
По попису из 2010. године број становника је 144, што је 15 (11,6%) становника више него 2000. године.
| Група             | 2000.       | 2010.       |
| Белци             | 128 (99,2%) | 134 (93,1%) |
| Афроамериканци    | 0 (0,0%)    | 0 (0,0%)    |
| Азијати           | 1 (0,8%)    | 1 (0,7%)    |
| Хиспаноамериканци | 0 (0,0%)    | 7 (4,9%)    |
| Укупно            | 129         | 144         |